# Steaming
Steaming (bra A Sauna) é um filme britânico de 1985, do gênero comédia dramática, dirigido por Joseph Losey, com roteiro de Patricia Losey baseado em peça teatral homônima de Nell Dunn.
Último filme de Diana Dors e do diretor Losey, foi exibido fora de competição no Festival de Cannes de 1985.

## Sinopse
Sete mulheres que se encontram regularmente numa sauna decadente para conversar sobre seus sonhos, traumas e alegrias resolvem se mobilizar para impedir seu fechamento.

## Elenco
- Vanessa Redgrave - Nancy
- Sarah Miles - Sarah
- Diana Dors - Violet
- Patti Love - Josie
- Brenda Bruce - Mrs. Meadows
- Felicity Dean - Dawn Meadows
- Sally Sagoe - Celia
- Anna Tzelniker - sra. Goldstein